# Karabin maszynowy Hotchkiss wz. 25

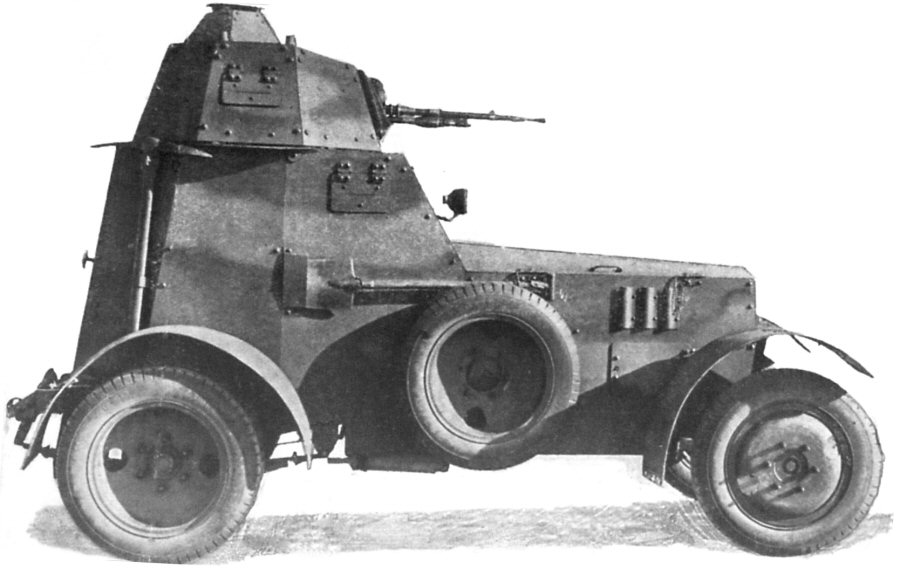
Samochód pancerny wz. 34 uzbrojony w km wz. 25

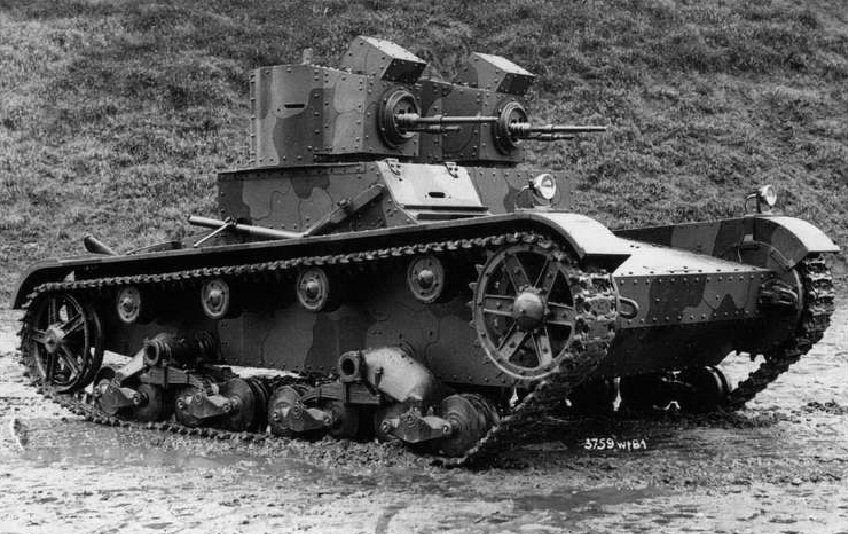
Polski czołg Vickers E uzbrojony w dwa km wz. 25

Ciężki karabin maszynowy wz. 25 Hotchkiss – ciężki karabin maszynowy Wojska Polskiego z okresu międzywojennego, modyfikacja francuskiego karabinu Hotchkiss mle 14 przystosowująca go do naboju 7,9 mm Mauser, wykonana na polskie zamówienie.
Ckm wz. 25 powstał na przełomie 1924 i 1925 roku. Nie była to broń udana, modyfikacja była pobieżna i nie objęła przystosowania lufy do nowego naboju. Skutkowało to słabą celnością i mocnym nagrzewaniem się lufy. Dlatego też tę broń szybko wycofano z piechoty i skierowano do jednostek artyleryjskich oraz Korpusu Ochrony Pogranicza. Ostatecznie, po wymianie luf karabiny użyte zostały jako uzbrojenie pojazdów pancernych i zostały wykorzystane w kampanii wrześniowej. Część karabinów przejętych w jej następstwie przez Wehrmacht, w armii niemieckiej otrzymała oznaczenie 7,9 mm sMG 238(p).

## Historia

### Próba ujednolicenia broni maszynowej w Wojsku Polskim
Po zakończeniu I wojny światowej Wojsko Polskie dysponowało całą mozaiką broni strzeleckiej, zarówno produkcji państw zaborczych, jak i Ententy. Po zakończeniu walk o granice, trwających w latach 1918–1921, postanowiono ujednolicić uzbrojenie Wojska Polskiego.
W roku 1921 Rada Ambasadorów zdecydowała o przyznaniu Polsce znajdującej się w Gdańsku poniemieckiej fabryki broni Königliche Gewehrfabrik. W wyniku takiego obrotu sprawy zdecydowano, że przepisowym karabinem Wojska Polskiego będzie Mauser wz. 98, a w konsekwencji podstawowym nabojem karabinowym nabój 7,9 mm Mauser.
Przyjęcie jako przepisowego naboju karabinowego 7,9 mm Mauser spowodowało problem z bronią maszynową. Jedynym ciężkim karabinem maszynowym strzelającym tą amunicją był niemiecki Maxim wz. 08. Jednakże posiadane przez Polskę karabiny tego typu były już mocno zużyte, zaś zakup nowych był niemożliwy z tego powodu, że zakazano Niemcom ich produkcji. Pozostałe karabiny maszynowe znajdujące się w znacznej liczbie na wyposażeniu Wojska Polskiego (Schwarzlose wz. 07/12, Maxim wz. 10, Vickers wz. 09 oraz Hotchkiss wz. 14) strzelały inną amunicją. Przystosować do amunicji niemieckiej można było tylko rosyjskie Maximy wz. 10, co zresztą uczyniono, tworząc ckm Maxim wz. 10/28. Pozostałe należało wycofać i zastąpić nową konstrukcją.
W roku 1924, pod naciskiem opcji profrancuskiej w Sztabie Głównym, jako nowy ciężki karabin maszynowy dla Wojska Polskiego wybrano Hotchkissa, z tym że w wersji na nabój niemiecki. Decyzją władz wojskowych zamówiono w przedsiębiorstwie Hotchkiss 1250 odpowiednio zmodyfikowanych karabinów, które zakupiono w 1926 roku. Prowadzono też rozmowy na temat późniejszej produkcji tej broni w Polsce. Nowe karabiny maszynowe otrzymały w Polsce oznaczenie wz. 25. Oprócz zasilania amunicją 7,9 mm Mauser, wyróżniały się nieco krótszą lufą (775 mm wobec 800 mm) i masą niższą o 0,5 kg.
Latem 1926 roku w Centralnej Szkole Strzelniczej w Toruniu przeprowadzono próby nowego ciężkiego karabinu maszynowego wz. 25. Wykazały one szereg wad, m.in. znaczne przegrzewanie się luf, co skutkowało ich szybkim zużyciem, a także znaczne obniżenie celności w porównaniu z ckm mle 14. Wady te zapewne dałoby się usunąć w wyniku złożenia reklamacji, lecz po zamachu majowym w 1926 roku opcja profrancuska w Sztabie Głównym mocno się osłabiła i całkowicie zrezygnowano z renegocjowania umowy z Hotchkissem.
Rezygnacja z karabinów maszynowych wz. 25 spowodowała, że sprawa wymiany ckm-ów w Wojsku Polskim powróciła. W roku 1927 rozpoczęto nową procedurę konkursową, w wyniku której wybrano amerykańskiego Browninga M1917A1. Jednakże z uwagi na złe doświadczenia przy zakupach broni za granicą (chodzi o kontrakt na rkm wz. 28) oraz fakt, że patenty Colta w Polsce już wygasły i konstrukcja Browninga nie była w Polsce chroniona, zdecydowano skopiować tę konstrukcję i bezlicencyjna modyfikacja karabinu Browning weszła na wyposażenie Wojska Polskiego na początku lat 30. XX wieku jako ciężki karabin maszynowy wz. 30.

### Wykorzystanie ckm wz. 25 w Wojsku Polskim
Dostarczone przez Hotchkissa karabiny trafiły do różnych rodzajów wojsk. Jednakże z powodu wad w roku 1927 wycofano je z jednostek piechoty i przekazano do artylerii, gdzie z broni maszynowej strzelano mniej intensywnie. W piechocie w większości wypadków zastąpiono je starymi karabinami maszynowymi wz. 14.
Ostatecznie karabiny maszynowe wz. 25 po wymianie luf na nowe, przystosowane do amunicji kalibru 7,9 mm, wykonane w Polsce trafiły w większości do broni pancernej. Uzbrojone były w nie m.in. tankietki TK-3 i TKS oraz samochody pancerne wz. 28, wz. 29 i wz. 34, a także drezyny pancerne Tatra i część czołgów Renault FT.
Tak uzbrojone tankietki oraz samochody pancerne wzięły udział w walkach podczas kampanii wrześniowej. Po jej zakończeniu pewną liczbę sprawnych pojazdów TK-3 i TKS przejęli Niemcy, następnie wprowadzając na wyposażenie Wehrmachtu. Część przezbrojono w broń niemiecką, pozostałe zaś rozbrojono i wykorzystywano w charakterze ciągników gąsienicowych.
Ckm-y wz. 25 znajdowały się też na wyposażeniu oddziałów Korpusu Ochrony Pogranicza. Znajdowały się one w 2. i 18. batalionie, gdzie w roku 1930 ostatecznie zostały zastąpione przez karabiny mle 14.

### Ckm wz. 25 w rękach niemieckich
Podczas kampanii wrześniowej armia niemiecka przejęła dużą ilość polskiego sprzętu pancernego. Znajdujące się na ich wyposażeniu karabiny maszynowe wz. 25 przejęto do uzbrojenia Wermachtu pod oznaczeniem 7,9 mm sMG 238(p).

## Opis konstrukcji
Ckm wz. 25 był modyfikacją francuskiego karabinu maszynowego Hotchkiss mle 14, chłodzonego powietrzem, działającego na zasadzie wykorzystania energii gazów prochowych odprowadzanych przez boczny otwór w lufie. Od pierwowzoru różnił się krótszą lufą (o długości 755 mm), a także zmianami dostosowującymi broń do naboju 7,9 mm Mauser. Modyfikacje te polegały na dostosowaniu taśmy nabojowej, donośnika, czółka zamka i komory zamkowej.
Próby odebranych przez Polskę karabinów w roku 1926 wykazały, że zmiany te były niewystarczające. Niezmieniony pozostał przewód lufy, z rzeźbą bruzd i ich skokiem dostosowanym do amunicji francuskiej 8 × 50 mm R Lebel. Spowodowało to znaczne obniżenie celności, gdyż amunicja niemiecka miała kaliber o 0,1 mm mniejszy i prowadzenie pocisków było niestabilne. Ponadto nabój 7,9 mm generował większe ciśnienie maksymalne, co powodowało zwiększenie szybkostrzelności i w przypadku broni z ryglem wahliwym prowadziło do przyspieszonego zużycia i pękania iglic, klinów ryglowych i ich zawiasów. Większa była też liczba zacięć. Pojawił się też problem przegrzewania luf i szybszego ich zużycia, co wynikało z niedostosowania luf do stosowanej w Polsce amunicji z pociskiem w płaszczu stalowym.
Masa karabinu wz. 25 wynosiła 23,8 kg, zaś samej lufy 9,9 kg. W wyniku zastosowania krótszej lufy zmniejszyła się długość całkowita broni i wynosiła 1289 mm. Energia początkowa pocisków 7,9 mm wynosiła 4516 J, dla porównania w przypadku karabinu mle 14 było to 2873 J. Taki wzrost energii spowodował wzrost prędkości początkowej do 840 m/s (w przypadku mle 14 – 670 m/s).
W Wojsku Polskim zarówno do karabinu wz. 14, jak i wz. 25 najczęściej stosowano głównie podstawę trójnożną wz. 16 o masie 24 kg.
Karabin wz. 25 zasilany był z taśmy sztywnej mieszczącej 30 nabojów 7,9 mm Mauser (jej odcinki mogły być łączone) lub, przy zastosowaniach w pojazdach bojowych, z taśmy półsztywnej o pojemności 120 nabojów (składającej się z ogniwek trzynabojowych).